# Navdeep S. Chandel
Navdeep Singh „Nav“ Chandel (* 1970 in London) ist ein US-amerikanischer Biochemiker und Molekularbiologe an der Northwestern University. Sein wissenschaftlicher Schwerpunkt liegt in der Erforschung der Funktion und des Stoffwechsels der Mitochondrien, insbesondere in Krebszellen.

## Leben und Wirken
Chandel wurde in London geboren. Seine Eltern zogen mit ihm nach Shimla in Indien, als er ein Jahr alt war, und nach Miami, Florida, als er 10 Jahre alt war. Er erwarb an der University of Chicago 1991 einen Bachelor in Mathematik und 1997 bei Paul Schumacker einen Ph.D. in Zellbiologie. Als Postdoktorand arbeitete er bei Schumacker und Craig B. Thompson, ebenfalls an der University of Chicago.
Seit 2000 forscht Chandel an der Northwestern University. Hier hat er (Stand 2024) eine nach dem langjährigen Northwestern-Professor David W. Cugell benannte Professur für Innere Medizin, Biochemie und Molekulargenetik inne. Sein Labor der Grundlagenforschung ist der Abteilung für Lungenheilkunde und internistische Intensivmedizin des Universitätsklinikums der Northwestern University zugeordnet.
Chandel und Mitarbeiter konnten zeigen, dass Mitochondrien nicht nur der jeweiligen Zelle Energie zur Verfügung stellen, sondern Signale senden, die den Stoffwechsel des gesamten Körpers beeinflussen, was besondere Bedeutung bei krankhaften Zuständen wie Krebs oder Entzündung hat. Zu den Botenstoffen der Mitochondrien gehören reaktive Sauerstoffspezies (ROS) und L-2hydroxyglutrate (L-2HG), die Einfluss auf die DNA-Methylierung, die Differenzierung hämatopoetischer Stammzellen und die Funktion regulatorischer T-Zellen haben. Die Erkenntnisse trugen zum besseren Verständnis des Warburg-Effekts und der Anti-Krebs-Wirkung des Diabetes-Medikaments Metformin bei.
Chandel gehört seit 2018 jährlich zu den Highly Cited Researchers. Laut Google Scholar hat er einen h-Index von 131, laut Datenbank Scopus einen von 114 (Stand August 2025).
Für seine Arbeiten erhielt Navdeep Chandel 2023 gemeinsam mit dem Mitochondrien-Forscher Vamsi Mootha den Lurie Prize in Biomedical Sciences.